# Contratto di solidarietà
I contratti di solidarietà o contributi di solidarietà sono una tipologia di contratto di lavoro, che prevede la riduzione del monte ore e della retribuzione.
Il contratto di solidarietà permette di evitare i licenziamenti individuali e collettivi, distribuendo il risparmio di ore lavorate sulla totalità della forza lavoro, con il cosiddetto  "lavorare meno per lavorare tutti". È anche uno strumento contrattuale per mantenere le diverse professionalità all'interno delle aziende, evitandone la chiusura o la delocalizzazione.

## Aspetti economici
In termini economici, un calo della quantità prodotta e venduta (e del fatturato) pari al 50% non può essere compensato con uguale taglio lineare del 50% al costo della forza-lavoro (es. licenziando metà del personale), se è vero che:
- la produttività del lavoro (fatturato per addetto) è un multiplo del costo del personale per addetto;
- una quota importante del monte ore lavorate in azienda non è riferibile ad attività fisiche di trasformazione del prodotto (quali sono le stazioni di una catena di montaggio, rispetto al costo non evitabile per attività quali controlli di qualità di prodotto e processo, movimentazione logistica interna, promozione commerciale, ecc.);
- anche per i costi diretti, ore direttamente imputabili ad un singolo oggetto prodotto, a volte l'operazione è del tutto automatizzata e la macchina lavora su turno non presidiato (che non richieda una risorsa umana), oppure la stazione produttiva (lavoratore e macchina) non è duplicata: se la catena di montaggio è composta da 50 macchine che lavorano in serie/sequenza e da 50 lavoratori, in assenza anche di uno solo è evidente che si ferma l'intero processo produttivo. Esiste l'opzione di riduzione della forza-lavoro se in un punto qualsiasi della catena di montaggio una singola operazione (o due operazioni alternative) sono svolte da due macchine "in parallelo" presidiate da due risorse umane differenti, per cui una delle due stazioni può essere eliminata senza fermare l'intera produzione.

La perdita del know-how costituisce generalmente un danno notevole per le imprese, sia in termini di competenze legate al core business portate in altre aziende magari concorrenti dal personale che vi trova una nuova occupazione, che in termini di perdita delle competenze specifiche (pregresse e acquisite durante l'esperienza lavorativa) delle risorse umane in uscita. Anche laddove il know-how  possa essere recuperato, esistono dei costi di selezione e formazione del personale, e dei tempi minimi tecnici per ricreare le competenze necessarie formando le risorse umane direttamente in azienda, e per riportarle ai livelli di produttività pre-crisi. La mancata capitalizzazione in azienda del fattore umano può ritardare o far perdere del tutto le congiunture favorevoli ad una ripresa economica.

## Nel mondo

### Germania
La riduzione di orario (Kurzarbeit ) è regolata da una legge del 1910 che introduce un'integrazione salariale dello Stato a seguito di un accordo fra datore e sindacati per la riduzione collettiva dell'orario di lavoro, in assenza di licenziamenti collettivi.
Senza l'integrazione statale del salario, una politica di riduzione dell'orario è praticabile con difficoltà dove il reddito da lavoro è medio-basso.
Questa politica di finanziare il mantenimento dell'impiego e la riduzione dell'orario fu introdotta allo scopo di evitare licenziamenti di massa e trattenere le varie professionalità nelle aziende, contenere la disoccupazione.

L'esigenza nacque dalla considerazione che la disoccupazione di lungo periodo è correlata alla rinuncia a cercare un nuovo impiego e nuova formazione, ad una perdita delle competenze acquisite, e spesso a un danno psicologico della persona.

### Italia
Tale tipologia di contratti vennero introdotti con il decreto legge 30 ottobre 1984 n. 726, convertito in legge 19 dicembre 1984 n. 863.
La legge prevede che quelle aziende, che abbiano stipulato appositi contratti collettivi aziendali di lavoro con i sindacati aderenti alle confederazioni maggiormente rappresentative
sul piano nazionale, possano ricorrere a tali tipologie contrattuali al fine di:
- evitare il licenziamento degli operai considerati in eccesso quando l'azienda entra in crisi (contratti di solidarietà "difensivi")
- incentivare nuove assunzioni con una riduzione dell'orario lavorativo e della retribuzione (contratti di solidarietà "espansivi").

Nel caso dei contratti di solidarietà difensiva è prevista un'integrazione da parte INPS di una parte della retribuzione persa e comunque variabile negli anni.
Nota: Questa voce va aggiornata con le recenti modifiche INPS: è necessario fare riferimento al sito INPS per ulteriori informazioni.
Il decreto legge 20 maggio 1993 n. 148, convertito con modificazioni in legge 19 luglio 
1993 n. 236, estese tale tipologia di contratto alle imprese non rientranti nel regime di cassa integrazione guadagni straordinaria (CIGS).